# Lovasíjászat
A lovasíjászat egy történelmi harcművészet, de Magyarországon már indult kezdeményezés, hogy olimpiai sportág legyen. Lényege, hogy egy mozgó ló hátáról íjjal kell célba lőni. A történelem során elsősorban a sztyeppei lovasnomád nagyállattartó népekre jellemző sajátságos harcmodorhoz köthető. Eddig a világon csak  Magyarországon és Erdélyben foglalkoztak vele komolyan, de Kassai Lajosnak köszönhetően már szinte a világ minden részén elterjedt.

## Korai története

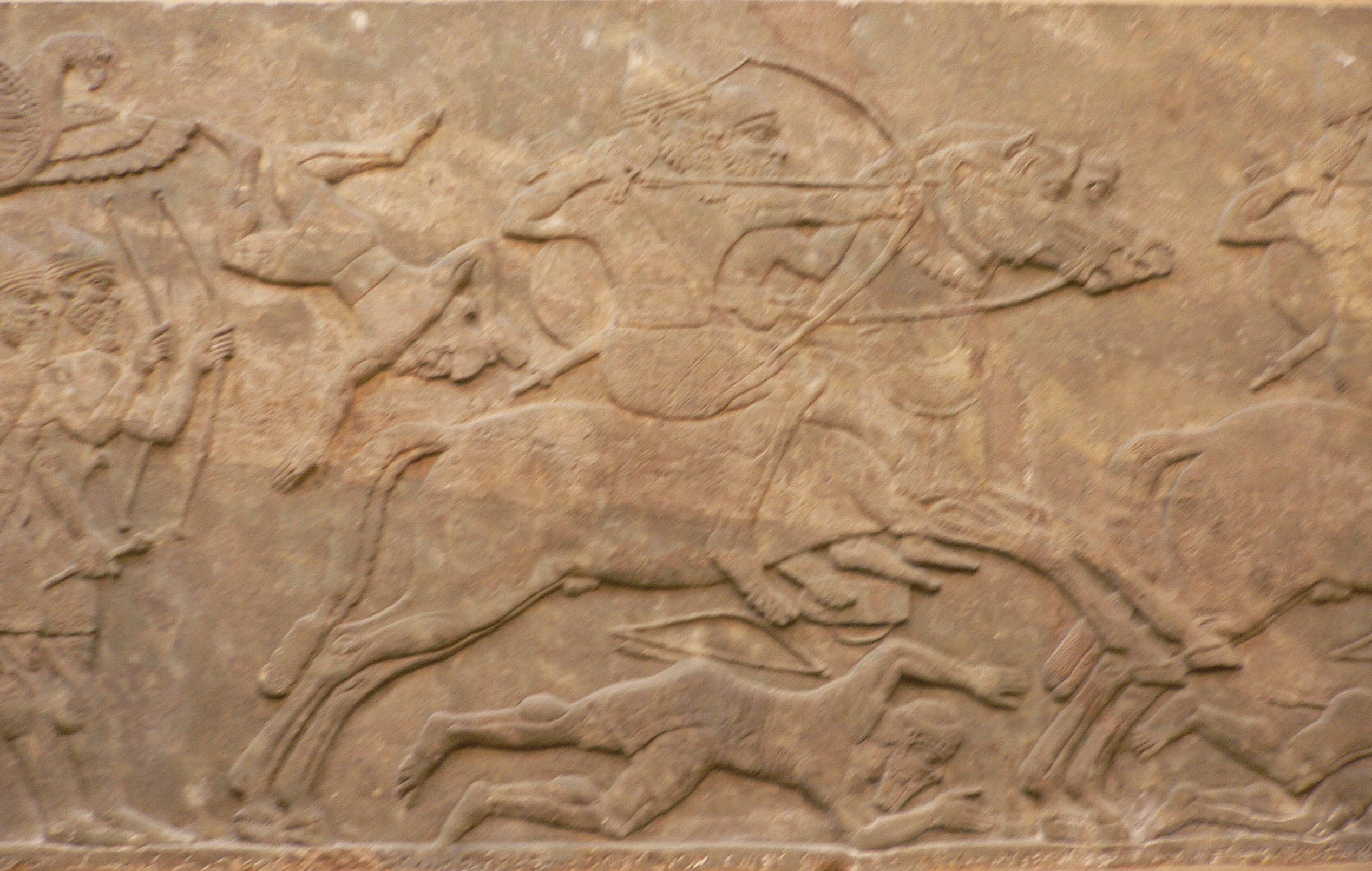
Asszír dombormű lovasíjászokkal

A lovasíjászat először a vaskorban fejlődött ki, fokozatosan felváltva a bronzkori harci szekeret. A legkorábbi ábrázolásai és említése a Kr. e. 9. századból származó Asszír birodalmi iratokban és domborműveken találhatóak, és a korai iráni népek betörései ellen vetették be őket. Idővel a kezdeti könnyű lovasíjászokat a birodalom gazdagodásával és terjeszkedésével felváltották a nehéz lovasíjászok. A nehéz lovasíjászok először a Kr. e. 7. században jelentek meg az asszír hadseregben, miután feladták a harci szekerek használatát, és átmenetet képeztek a könnyű portyázó lovasság és a korabeli nehézlovasság között. A nehéz lovasíjászok általában láncinget vagy lemezes páncélt és sisakot viseltek, sőt néha még a lovaikat is páncélozták. 
A lovasíjászat meghatározó szerepet játszott a meroitikus kor és a meroitikus kor utáni núbiai lovasság harcászatában.
A lovasíjászat későbbi említése már az ázsiai sztyeppék lovasnomád népeihez köthető. Legismertebb alkalmazói a szkíták, hunok, szarmaták, bolgárok, magyarok, kunok, törökök, mongolok, pártusok.

## A lovasíjász harcmodor

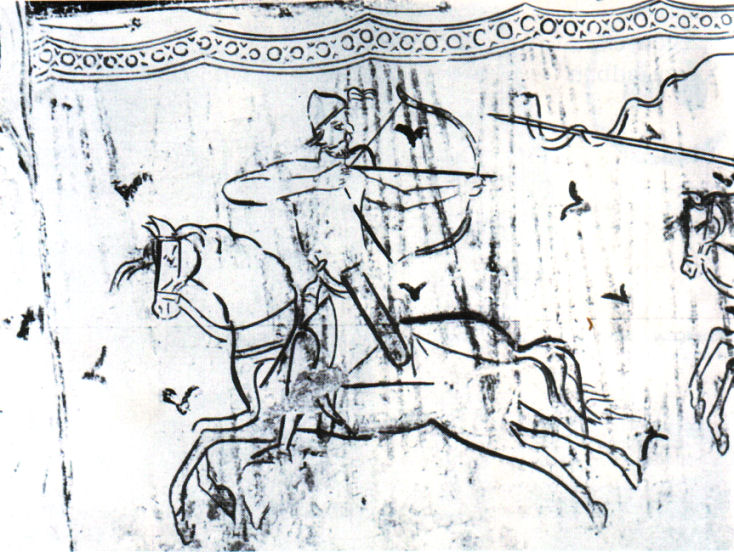
Hátrafelé nyilazó magyar harcos az itáliai hadjáratok idejéből. Részlet az aquileai székesegyház altemplomának falfestményéről

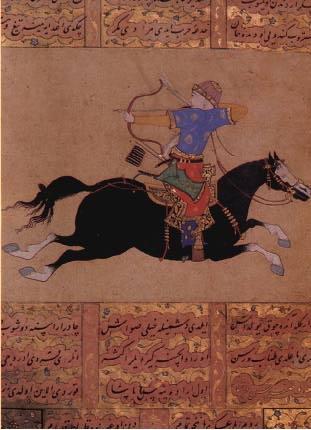
Oszmán lovasíjász

A lovasíjászatra a visszacsapó íjakkal és a lovakkal való bánás magas szintű összhangja jellemző. A ló kitágítja a harci alkalmazás lehetőségeit a gyalogos íjászattal szemben, hiszen lövés közben is helyváltoztatásra képes. Az ellenséges sorokat általában távolról indított nyílzáporral próbálták megtörni, miközben ők maguk mozgásban lévén nem nyújtottak könnyű célpontot az ellenfél gyalogos íjászainak. Az ellenséget körbelovagolva, folyamatosan támadták. Gyakran színleltek menekülést, mely szintén az ellenséges sorok felbomlását eredményezte, mivel üldözőbe vették őket, viszont az üldözők továbbra is célpontot jelentettek. A könnyű fegyverzet, és a tartalék lovak használata lehetővé tette jelentősebb távolságok megtételét is. Közelharcban is megállták a helyüket a harcosok, mivel nem csak íjjal bántak jól, hanem egyéb fegyverekkel is: kelevéz, szablya, fokos, csatacsillag. A lovakra jellemző volt a lobbanékonyság, gyorsaság, szilajság. A lovak is egyfajta fegyverként működtek. Az őseink által használt íjak a leletek szerint 35–60 kg húzóerőt kívántak meg.

## A lovasíjászat napjainkban
Napjainkra a klasszikus sztyeppei lovasíjászat nem maradt fent. A koreai népek körében a Hwarang-do, Japánban a Yabusame, Kasagake és az Inuoumono nevű népi játékokban találkozunk vele, de ezekben is inkább a szellemiség, mint a harcszerűség gyakorlása az elsődleges.
A Yabusame események Japánban ma is népszerűek, habár inkább hagyományőrzési célból rendezik őket, mint valódi sportként. Itt egy 255 méteres pályán kell hagyományos öltözetben végiglovagolni és három célt eltalálni. Közben pedig minden lövésnél az íjászok ‘in-yo-in-yo’ kiáltást hallatnak, amely a fényre és a sötétségre utal (akár csak a yin és a yang), nyilak pedig sivító hangot adnak ki.
A lovasíjászat sportként való újrateremtésének közismertté vált alakja Kassai Lajos. Több évtizedes kutatás és gyakorlás után mára megteremtette a modern kori lovasíjász sportot, melyet világszerte egyre többen űznek. A verseny során egy 90 m hosszú pályán kell végigvágtatni, és közben a céltáblákra (3 db) előre, oldalra és hátrafelé fordulva lőni.
Szintén kiemelkedő Kelemen Zsolt szerepe, aki a lovasharc keretében nemcsak a lovasíjászat, hanem a lovas népek, különösen a hunok és a honfoglaló magyarság lovas harci kultúráját próbálja gyakorlati módszerekkel is rekonstruálni.
A lovasíjászok egy része – köztük maga Kassai Lajos is – előszeretettel alkalmazza edzésmódszerként a futásíjászatot. Erre magyarázat lehet, hogy mindkét sport esetében felfokozott testi állapotban kell jól lőni, továbbá a lovasíjászathoz és a futásíjászathoz is elengedhetetlen a jó kondíció – így a két sportág jól kiegészítheti egymást.
Magyarországon a lovasíjászatot első sorban Kassai Lajos tartja életben, aki a Kassai-völgyet is üzemelteti Kaposmérőn, ami a világon az egyik legjobban felszerelt lovasíjász-központ. Ő az, aki a lovasíjászat oktatását is megszervezi. Kaposmérő mellett még néhány helyen vannak lovasíjász központok, például Gútán, Debrecenben, Hódmezővásárhelyen de még Ausztriában is, ahol versenyeket is rendeznek. A központok egyébként kánságokba vagy törzsekbe tömörülnek, a törzsfővel, avagy kánnal az élükön. Minden évben több versenyt is rendeznek, bár ezek hivatalosan nem számítanak magyar bajnokságoknak.

## A lovasíjászat nemzetközi versenyei
A Nemzetközi Lovasíjász Szövetség négy nagy versenysorozatot tart nyilván a sportágon belül. A világbajnokság mellett az Európa-bajnokság, az Európai Grand Prix és a Nemzetközi Grand Prix sorozat eseményeit is nagy nemzetközi figyelem övezi. A világbajnokság (ami egyébként 2018-ban Magyarországon volt) és az Európa-bajnokság nem kerül minden évben megrendezésre, csak kétévente. A Grand Prix sorozatok nem egyszeri események, hanem egy év során zajlanak a kapcsolódó versenyek. Az Európai Grand Prix sorozat 2014 óta fut és ebben három különálló verseny kerül megrendezésre háromfős nemzeti csapatok szereplésével. Az ezen elért eredmények alapján kerül ki a szezon végén a győztes.
A Nemzetközi Grand Prix sorozat 2020-ban indult el, a covid járvány ellenére. Itt a csapatok lovasíjászai versenyeznek három pályán (T90, R233 és Skirmish-90), és az eredményeik a csapat eredményét adják ki a szezon végén. A versenyt meghatározott időpontokban rendezik meg, és ezen 9 csapattag vesz részt, de úgy, hogy 3-3 versenyzőből álló kisebb csapatok küzdenek egymással.